# Citrato monossódico
Citrato monossódico, citrato monobásico de sódio ou di-hidrogênio citrato de sódio é um composto com fórmula NaH2(C3H5O(COO)3), massa molecular 214,11 u. É o sal ácido de sódio do ácido cítrico, de pH em solução aquosa a 5% de 3,6 - 3,8. Normalmente apresentado como anidro.
Número CAS [18996-35-5].
Como aditivo alimentar recebe o INS 331i (International Numbering System) da Sistema Internacional de Numeração de Aditivos Alimentares. Número E E331.

## Obtenção
Sendo o citrato monossódico o sal monobásico do ácido cítrico ele é produzido por neutralização parcial do ácido cítrico com uma fonte de sódio de alta pureza, como o hidróxido de sódio, o bicarbonato de sódio ou o carbonato de sódio.
H3C6H5O7 + NaOH → NaH2(C3H5O(COO)3) + H2O
H3C6H5O7 + NaHCO3 → NaH2(C3H5O(COO)3) + H2O + CO2↑
2 H3C6H5O7 + Na2CO3 → 2 NaH2(C3H5O(COO)3) + H2O + CO2↑

## Aplicação
Como sal parcialmente neutralizado ele ocupa uma posição intermediária entre o ácido cítrico e o neutro ou levemente alcalino citrato trissódico. O citrato monossódico é usado se um efeito tamponador é requerido e que não seja tão agressivo para a formulação. O citrato monossódico é também menos higroscópico que o ácido cítrico, então menos propenso a endurecer e preferido em formulações críticas, tais como misturas secas, preparações instantâneas ou tabletes.